# Logorama
Logorama ist ein 16-minütiger animierter Kurzfilm aus dem Jahr 2009, der von den französischen Produktionsfirmen H5 und Nicolas Schmerkins Autour de Minuit hergestellt wurde. Der Film zeigt Ereignisse in einem stilisierten Los Angeles, in welchem die Figuren ebenso wie Gegenstände und Hintergründe ausschließlich aus Logos bestehen. Insgesamt werden im Film mehr als 2.500 Logos und Maskottchen neuer und alter Marken verwendet. Eine wortwörtliche Werbelandschaft entsteht.
Logorama wurde mit dem „Kodak Discovery Award for Best Short Film“ bei den internationalen Filmfestspielen von Cannes 2009 und dem Oscar in der Kategorie „Bester animierter Kurzfilm“ bei der Oscarverleihung 2010 ausgezeichnet.

## Inhalt
Der Film beginnt mit einer Panoramaansicht der nur aus Logos bestehenden Stadt Los Angeles. Zu Anfang werden die Hauptfiguren, darunter mehrere Pringles- und Michelin-Männchen, das „Esso Girl“, „Big Boy“ (das Maskottchen einer Restaurantkette) und das Haribo-Maskottchen, vorgestellt. Diese gehen alltäglichen Beschäftigungen, wie tanken, essen oder Auto fahren nach.
Die Handlung beschleunigt sich, als der flüchtige Verbrecher Ronald McDonald auftritt und während der Auseinandersetzung mit der Polizei, dargestellt durch die Michelin-Männchen, Geiseln nimmt. Es kommt zu einer Schießerei und einer Verfolgungsjagd. Die Handlung schwenkt ins Genre des Katastrophenfilms um, als zuerst ein Erdbeben, dann eine Ölpest und schließlich eine Überschwemmung die Stadt zerstören und alles, so unter anderem auch das W von Hollywood, im Öl versinken. Nur zwei Figuren, das „Esso Girl“ und der „Big Boy“, bleiben alleine auf einer Insel zurück.
In der letzten Einstellung fährt die Kamera heraus und an mehreren Planeten vorbei, die ebenfalls von Logos dargestellt werden, um schlussendlich die ganze Milchstraße als Milky-Way-Logo zu zeigen.

## Leitmotiv
In diversen Interviews erklären die H5-Mitglieder einige ihrer Ideen und Intentionen hinter ihrem Kurzfilm Logorama. Dieser zeigt, inwieweit Logos in unsere tägliche Existenz eingebettet sind. Dabei bedient er sich nicht nur grafisch an bereits vorhandenen Logos und Maskottchen, sondern auch inhaltlich an stereotypischen Hollywood-Handlungen.
Der Film präsentiert dem Zuschauer eine über-vermarktete, nur aus Logos und Warenzeichen bestehende Markenwelt, die durch eine Reihe von Naturkatastrophen, wie Erdbeben und Flutwellen, zerstört wird und am Ende untergeht.
Die Intention der Regisseure besteht darin, den Zuschauer zuallererst mit der durch Hollywood-Blockbuster bekannten Handlung zu begeistern und an den Film zu fesseln. Erst danach soll dem Zuschauer bewusst werden, dass der ganze Film nur aus Logos kreiert wurde. Ziel der H5-Mitglieder ist es, durch ihre unterschwellige Botschaft die Menschen zum Nachdenken anzuregen, dem Zuschauer jedoch die Entscheidung offenzulassen, ob er den Film als Kritik am Markenkonsum verstehen will oder nicht.

## Auszeichnungen
Logorama wurde für folgende Auszeichnungen nominiert:
2009:
- Kodak Discovery Award for Best Short Film (the Kodak Prix)- internationale Filmfestspiele Cannes 2009 – gewonnen
- Publikums-Preis – Festival International de Curtas Metragans 2009
- Publikums-Preis – Lille International Short Film Festival 2009
- Jury`s Special Preis, Publikums-Preis, Fuji Prize for Best Directors – Cinanima International Animated Film Festival 2009
- Bester Kurzfilm – Stockholm International Film Festival 2009
- Beste Regie, Publikums-Preis – Vendôme Film Festival 2009
- Goldene Medaille für Animation – Zinebi, Bilbao International Film Festival 2009

2010:
- Oscar für Bester animierter Kurzfilm – Oscarverleihung 2010 – gewonnen

2011:
- César als Bester Kurzfilm, César-Nominierung in der Kategorie Bester Animationsfilm